# 東南學校
東南學校（葡萄牙語：Escola Tong Nam），是澳門教育知名人士畢漪汶，於1949年在澳門盧九公園旁成立，是澳門免費教育學校網絡成員之一。是一所非牟利私立學校，提供學前教育、小學教育預備班、小學及中學教育。畢漪汶曾任東南學校第一任校長，但在2006年6月7日逝世。第二任由朱錦鳳校長接任，至2015年6月後退休。第三任由楊燦基校長接任，至2024年8月後擔任校務顧問。現正由鄭洪光先生擔任此校校長。

## 歷史及大事記
2005年9月，中學部新教學大樓破土動工，工程期間，獲得澳門中華總商會支持，借出轄下商訓夜中學，給東南學校在日間授課。

2006年6月，畢漪汶校長在澳門逝世。澳門東南教育促進會決議，聘任朱錦鳳女士，為東南學校第二任校長。原校長助理楊燦基先生，升等為東南學校副校長。

2006年8月，中學部新教學大樓順利竣工，同年九月恢復使用。

2007年2月，首次於逸園賽狗場舉辦田徑運動會。

2007年4月，畢漪汶校長銅像正式亮相。由澳門特別行政區前任行政長官何厚鏵先生及前中聯辦主任白志健先生，主持銅像揭幕儀式。

2007年6月，第一屆高三畢業生，正式從此校畢業。並向澳門、臺灣及中國大陸等地大專院校，輸送第一批高三畢業生。

2007年7月，發行“沙漠綠洲”一書，以紀念畢漪汶校長逝世一週年。

2008年2月，田徑運動會首次移師澳門運動場舉辦。

2008年9月，首學年於中學部舉辦“中華文化節”及“西方文化節”，以加強學生之語文能力。

2008年9月，首次舉辦“歡歌頌中華”歌詠比賽，以慶祝中國大陸國慶。

2009年2月，前特區政府社會文化司司長崔世安先生長視察東南學校幼稚園，並稱讚東南學生健康活潑。

2009年3月，中國-加拿大-美國教育合作英語浸入式課程與教學研究第三屆學術年會(The 3rd Conference of CCUEI)，在東南學校召開。

2009年4月，東南學校中、小、幼骨幹教師一行二十七人，在朱錦鳳校長帶領下，組團到湖南進行為期五天的學習交流與參觀活動。

2009年6月，受澳門確診首宗豬流感影響，畢業典禮首次移師中學部舉行。幼小部則以通訊方式，邀請畢業生家長到校領取畢業證書。

2009年9月，因應流感開始擴散，某些班級學生身體不適總人數達總人數兩成，部份班級停課。

2009年10月，臺灣輔英科技大學拜訪此校，並與高三同學舉行座談會。

2009年11月，東南學校創校60周年，舉行盛大慶祝活動，包括“東南校史廊暨教學成果展”揭幕儀式及“東南60周年校慶聯歡宴會”。

2010年4月，新加坡教育代表團訪問東南學校，並進行交流。

2010年6月，畢業典禮恢復在萬豪軒酒家舉行。

2010年10月，第一批新疆教育代表團，訪問東南學校。

2010年11月，此校前任物理教師黃啟明先生，在第九屆全國中學物理青年教師教學大賽中，獲教學大賽高中組一等獎的最高榮譽。

2010年12月，朱錦鳳校長率領中小幼校部全體教師、東南學校家長會理監事、部分學生及家長，一行共二百多人，到江門江華小學、新會東方紅中學進行交流。

2011年5月，由東南學校課題組顧問，澳門中華教育會劉羨冰副會長、澳門大學楊秀玲教授、東南學校朱錦鳳校長、楊燦基副校長帶領課題組骨幹教師一行十多人，前往西安參加第五屆學術年會(The 5th Conference of CCUEI)。

2011年9月，東南學校中、小、幼骨幹教師一行二十四人，在校長朱錦鳳帶領下，由中聯辦廣東聯絡部處長王萍陪同，組團到貴州、遵義等地進行為期五天的學習交流與參觀。

2011年10月，前任行政長官崔世安先生視察東南學校，並了解入網學校的教育設施及師資情況。

2011年11月，第二批新疆教育代表團訪問東南學校。

2011年11月，為慶祝建校六十二週年暨中學部建立十週年，東南學校於萬豪軒酒家舉辦慶祝校慶聚餐活動。

2012年5月，朱錦鳳校長組織全校教師到新加坡進行為期四天的交流與參觀活動。

2012年10月，新疆教育系統行政管理幹部代表團到訪東南學校，並出席該校舉辦的認識儒家文化系列活動。

2013年5月，朱錦鳳校長組織全校教師到廣州華南師範大學以及廣州西關小學進行為期兩天的學習與交流活動。

2013年5月，東南學校組織全體數學、物理、化學、生物教師，到佛山市石門實驗中學及石門高級中學參觀交流學習。

2013年6月，東南學校於萬豪軒酒家舉行畢業典禮。 
   
2015年6月，朱錦鳳校長正式退休。澳門東南教育促進會決議，聘任原副校長楊燦基先生，擔任東南學校第三任校長。原德育主任陳春新先生，升等為東南學校助理校長。
    
2019年11月，東南學校創校70周年，舉行盛大慶祝活動。
                                                       
2022年6月，因應6.18疫情，為方便該區附近居民進行全民核酸檢測，教青局宣佈，新增此校作為一般核酸檢測站。

2024年８月，原校長楊燦基正式退休，並擔任東南學校校務顧問。澳門東南教育促進會決議，聘任澳門中華教育會理事長鄭洪光先生，擔任東南學校第四任校長。

## 校訓
求真，向善，創美，貴和。

## 校歌
|  | 世界之東，亞洲之南，那裡有著一顆星星的火花。 她是我們知識的泉源，她是我們親愛的家。 我們要把自己做好，我們要把星星之火。 盡量地發展她的光華，照亮整個社會，照亮我們整個的國家。 |

## 行政架構
此校行政架構如下：

校長：鄭洪光

副校長：陳春新

助理校長兼總務主任：李潔如

德育副主任：麥偉程

幼稚園主任：周曉雁

小學部主任：賴麗紅

小學部助理主任：呂惠儀

小學部助理主任：方嘉燕

中學部助理主任：李文芳

中學部助理主任：林燦岐

幼稚園助理主任：葉蓉蓉

## 教學架構
此校教學架構如下：

語文科組

英文科組

數學科組(含電腦科)

體育科組

音藝科組

物理及化學科組(含生物科)

史地公科組

## 學生人數
此校學生人數為1200多人。

## 教職員人數
此校教職員人數如下：

小幼部（060校部）：教師25人，職工14人。

中學部（153校部）：教師70人，職工13人。

## 校區及其設施

### 校舍及其設施
中學部
- 禮堂
- 天臺
- 升旗臺
- 圖書館
- 社工室
- 醫療室
- 陶藝室
- 舞蹈室
- 會議室
- 音樂室
- 校長室
- 主任室
- 總務室
- 室內運動場
- 物理實驗室
- 生化實驗室
- 電腦室
- 教職員休息室
- STEM室
- 錄播室
- 廣播室
- 教室

小幼部
- 小賣部
- 圖書館
- 社工室
- 醫療室
- 會議室
- 校長室
- 電腦室
- 禮堂
- 天台遊樂區
- 教職員休息室
- 教室

## 歷任校長
|   | 中文名稱 | 外文名稱          | 開始擔任日期 | 最後擔任日期 | 備註             |
| - | -------- | ----------------- | ------------ | ------------ | ---------------- |
| 1 | 畢漪汶   | PAT E MAM         | 1949年       | 2006年6月7日 | 創校及第一任校長 |
| 2 | 朱錦鳳   | CHU KAM FUNG      | 2006年       | 2015年       | 第二任校長       |
| 3 | 楊燦基   | IEONG CHAN KEI    | 2015年       | 2024年       | 第三任校長       |
| 4 | 鄭洪光   | CHEANG HONG KUONG | 2024年       | 至今         | 現任第四任校長   |